# Biogas

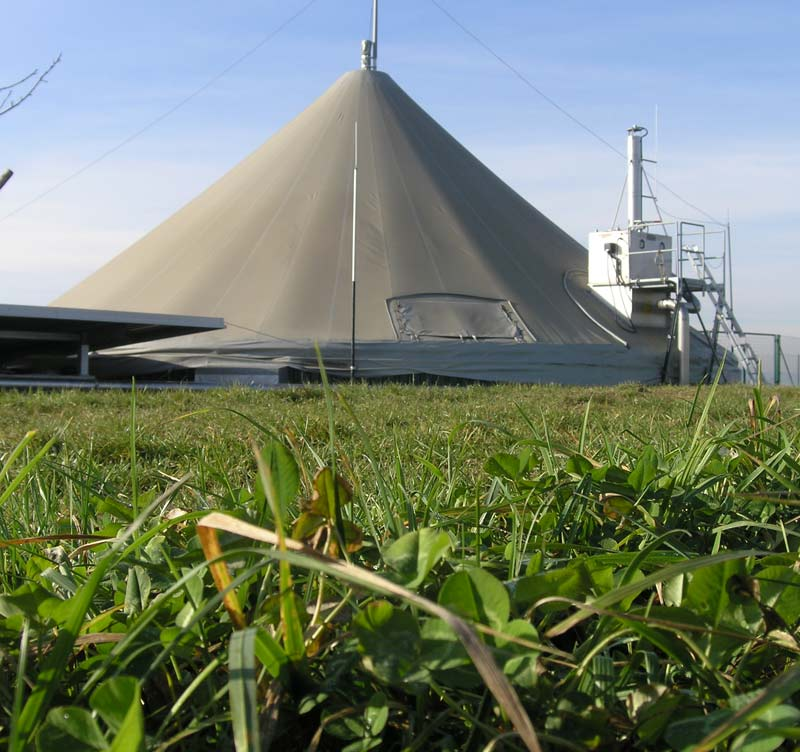
Speicher der Biogasanlage Güssing, Burgenland, Österreich

Biogas ist ein brennbares Gas, das durch Vergärung von Biomasse jeder Art entsteht. Es wird in Biogasanlagen hergestellt, wozu sowohl Abfälle als auch nachwachsende Rohstoffe vergoren werden.
Das Präfix Bio weist auf die „biotische“ Bildungsweise im Gegensatz zum fossilen Erdgas hin. Das Gas kann zur Erzeugung von elektrischer Energie, zum Betrieb von Fahrzeugen oder zur Einspeisung nach Aufbereitung als Biomethan in ein Gasversorgungsnetz eingesetzt werden.

## Rohstoffe
| Material                            | Biogasertrag in m3 pro Tonne Frischmasse | Methan- gehalt |
| ----------------------------------- | ---------------------------------------- | -------------- |
| Maissilage                          | 202                                      | 52 %           |
| Grassilage                          | 172                                      | 54 %           |
| Roggen-GPS                          | 163                                      | 52 %           |
| Zuckerrüben- Pressschnitzel siliert | 125                                      | 52 %           |
| Futterrübe                          | 111                                      | 51 %           |
| Bioabfall                           | 100                                      | 61 %           |
| Hühnermist                          | 80                                       | 60 %           |
| Schweinemist                        | 60                                       | 60 %           |
| Rindermist                          | 45                                       | 60 %           |
| Getreideschlempe                    | 40                                       | 61 %           |
| Schweinegülle                       | 28                                       | 65 %           |
| Rindergülle                         | 25                                       | 60 %           |

Ausgangsstoffe sind biogene Materialien wie die folgenden:
- vergärbare, biomassehaltige Reststoffe wie Klärschlamm, Bioabfall oder Speisereste
- Wirtschaftsdünger (Gülle, Mist)
- bisher nicht genutzte Pflanzen sowie Pflanzenteile (beispielsweise Zwischenfrüchte, Pflanzenreste und dergleichen).
- gezielt angebaute Energiepflanzen (Nachwachsende Rohstoffe)

Dabei ergeben verschiedene Ausgangsmaterialien unterschiedliche Biogaserträge und je nach ihrer Zusammensetzung ein Gas mit variablem Methangehalt, wie die nebenstehende Tabelle zeigt.
Ein Großteil der Rohstoffe, insbesondere Wirtschaftsdünger und Pflanzenreste, fallen prinzipiell kostenlos in der Landwirtschaft an, daher stellt dieser Wirtschaftszweig das größte Potenzial für die Produktion von Biogas. Ganz andere Auswirkungen hat der Anbau von Energiepflanzen:
- die Produktion steht in Konkurrenz mit der Nahrungsmittelproduktion.
- Monokulturen können eine Landschaftsverarmung bewirken.

Vorteile von Biogas kann man mit den (möglichen) Nachteilen von Energiepflanzen abwägen („Ökobilanz“).

## Entstehung

Übersicht über die anaerobe Verwertung von polymeren Substraten und Lipiden

Biogas entsteht durch den natürlichen Prozess des mikrobiellen Abbaus organischer Stoffe unter anoxischen Bedingungen. Dabei setzen Mikroorganismen die enthaltenen Kohlenhydrate, Eiweiße und Fette in die Hauptprodukte Methan und Kohlenstoffdioxid um.
Der Prozess besteht aus mehreren Stufen, die jeweils von Mikroorganismen verschiedener Stoffwechseltypen durchgeführt werden. Polymere Bestandteile der Biomasse, wie Zellulose, Lignin, Proteine, werden zunächst durch mikrobielle Exoenzyme zu monomeren (niedermolekularen) Stoffen umgewandelt. Niedermolekulare Stoffe werden durch gärende Mikroorganismen zu Alkoholen, organischen Säuren, Kohlenstoffdioxid (CO2) und Wasserstoff (H2) abgebaut. Die Alkohole und organischen Säuren werden durch acetogene Bakterien zu Essigsäure und Wasserstoff umgesetzt. In der letzten Stufe werden durch methanogene Archaeen aus Kohlenstoffdioxid, Wasserstoff und Essigsäure die Endprodukte Methan (CH4) und Wasser gebildet.
Die Bezeichnung Biogas für Gase, die aus organischen Reststoffen und nicht aus landwirtschaftlichen Produkten gewonnen werden, wird zusammenfassend für energiereiche Gase verwendet, die unter anoxischen Bedingungen durch Mikroorganismen aus biotischen Stoffen gebildet werden:
- Klärgas: das bei der Reinigung von Abwasser entstehende Gas, auch für das bei der Klärschlammfaulung produzierte Gas wird diese Bezeichnung verwendet[5]
- Faulgas: das erst in der Klärschlammfaulung produzierte Gas
- Deponiegas: aus einer Mülldeponie austretendes Gas

## Zusammensetzung
Die Zusammensetzung von Biogas ist sehr unterschiedlich, weil sie von der Substratzusammensetzung und der Betriebsweise des Faulbehälters abhängt. In der Schweiz wird Biogas ausschließlich aus Reststoffen produziert, z. B. über das Verfahren von Kompogas.
Vor der Biogasaufbereitung besteht die Gasmischung aus den Hauptkomponenten Methan (CH4) und Kohlenstoffdioxid (CO2). Darüber hinaus sind meist auch Stickstoff (N2), Sauerstoff (O2), Schwefelwasserstoff (H2S), Wasserstoff (H2) und Ammoniak (NH3) enthalten.
Wertvoll im wassergesättigt anfallenden Biogas ist das zu rund 60 % enthaltene Methan. Je höher dessen Anteil ist, desto energiereicher ist das Gas. Nicht nutzbar ist der Wasserdampf. Im Rohbiogas störend sind vor allem Schwefelwasserstoff und Ammoniak. Sie werden bei der Biogasaufbereitung vor der Verbrennung entfernt, um Gefährdungen des Menschen, Geruchsbelästigungen sowie Korrosion in Motoren, Turbinen und nachgeschalteten Komponenten (unter anderem Wärmetauscher) zu verhindern. Ebenfalls störend ist das CO2, das in bestimmten Anwendungsfällen abgeschieden und verwertet werden kann.

## Klima- und Umweltschutz
Methan ist ein stark wirksames Treibhausgas. Es hat ein GWP von 28, deshalb ist die Prüfung der Dichtigkeit von Biogasanlagen und aller zugehörigen Komponenten ein maßgeblicher Beitrag zum Klimaschutz.
Biogasanlagen sind nicht vollständig dicht; auch für Wartungsarbeiten müssen sie zugänglich bleiben. Deshalb kann beim Betrieb einer Biogasanlage Methan entweichen, das auf mittlere Sicht eine etwa 25-mal stärkere aufheizende Wirkung auf das Klima hat als CO2.
Biogas erreicht seinen maximalen Wirkungs- und Versorgungsgrad, wenn es gleichzeitig zur Strom- und Wärmeerzeugung genutzt wird; in der so genannten Kraft-Wärme-Kopplung (KWK) weist es die beste Klimabilanz auf. Eine Stromerzeugung ohne Wärmenutzung oder die rein thermische Verwendung von aufbereitetem Biogas in Erdgasthermen sind hingegen erwartungsgemäß nicht optimal, wie die Agentur für Erneuerbare Energien ermittelte.
Biogas verbrennt klimaneutral, da das entstehende CO2 vorher von Pflanzen aus der Luft gebunden wurde. Es gibt aber Faktoren, die die Klimabilanz von Biogasanlagen durch den Anbau von Energiepflanzen verschlechtern können:
Bei der Produktion von Energiepflanzen kommt es zu einem hohen Energieeinsatz. Eine mit Maissilage betriebene Anlage verbraucht im Gegensatz zur Abfallverwertung bei allen Produktionsschritten Energie: Saatvorbereitung, Säen, Düngen, Schutz vor Schädlingen (Pflanzenschutzmittelproduktion und Einsatz), Ernte, Transport, Silage, Vergärung unter Umwälzen und Rücktransport der Gärrestmenge auf die Felder. Die Klimabilanz der Energiepflanzen kann verbessert werden, wenn der für die Produktion nötige Energiebedarf selbst aus regenerativen Energien gedeckt wird, etwa wenn die eingesetzten Landmaschinen ebenfalls mit Treibstoffen aus Energiepflanzen oder Ökostrom betrieben werden.
Bei der Stickstoffdüngung, vornehmlich durch die Nutzung mineralischer Dünger, kann Distickstoffmonoxid (auch als „Lachgas“ bezeichnet) entstehen und muss in die Klimabilanz eingerechnet werden. Distickstoffmonoxid wird durch Mikroben gebildet, und zwar aus Luftsauerstoff und dem zugeführten Stickstoff. Distickstoffmonoxid hat ein ungefähr 300-mal größeres Treibhausgaspotenzial als CO2. Auch die Änderung der Landnutzung muss berücksichtigt werden: Beispielsweise setzen trockengelegte Moorflächen große Mengen CO2 frei, da der verfügbare Sauerstoff die mikrobielle Aktivität fördert und somit der langjährige Kohlenstoffspeicher abgebaut wird.
Der Anbau von Mais ist ökologisch umstritten. Mais (Zea mays) ist ein Gras tropischen Ursprungs. Der Anbau erfolgt so, dass Frost vermieden wird, die Aussaat also spät im Jahr stattfindet, die Pflanzen im Mai/Juni gut wachsen und die Ernte Ende September beginnt. Während des größten Teils des Jahres liegen die mit Mais bepflanzten Äcker somit frei, weshalb in Deutschland die Flächen in der Regel zusätzlich mit Zwischenfrüchten bestellt werden. Geschieht dies nicht, werden die Flächen durch Wind und Regen erodiert. Dadurch kann es zum Eintrag von Pflanzenschutzmitteln und Dünger in naheliegende Gewässer, aber auch ins Grundwasser kommen. Der Anbau von Mais ist allerdings nur in geringem Maße von Pflanzenschutzmaßnahmen betroffen. Er wird lediglich kurz vor Reihenschluss gegen Unkraut behandelt. Der Eintrag von Pflanzenschutzmitteln stellt ein Problem dar, da es sowohl zu Eutrophierungen als auch zu Verlandung der Gewässer kommen kann. Ebenso kann es zu Verwehungen von großen Mengen Staub aus trockenen Äckern kommen, was wiederum die Bodenfruchtbarkeit beeinträchtigt, weil hierdurch wichtige Bodenbestandteile verloren gehen; es besteht langfristig die Gefahr der Wüstenbildung, was insbesondere in den USA bekannt ist.
Durch den großflächigen Anbau von Mais-Monokulturen zur Produktion von Biogas kommt es zu weiteren ökologischen Auswirkungen. Weideland und Feuchtwiesen werden in Ackerland umgewandelt (in Deutschland nicht ohne Sondergenehmigung möglich), Brachflächen wieder genutzt. Dies hat Auswirkungen auf Vögel (z. B. Feldlerche, Rebhuhn), Insekten und andere Tiere, die dadurch Nahrungs- und Brutgebiete verlieren.
Anders als bei konventionell wirtschaftenden Betrieben mit Biogasanlagen spielt der Mais als Energiepflanze für die Ökolandwirte nur eine recht geringe Rolle, solange diese Ökolandwirte keine Biogasanlage betreiben. Betreiben sie eine Biogasanlage wird Mais zur Hauptenergiequelle, und sie müssen nur noch ein Bruchteil vom benötigten Mais selbst produzieren. Generell sind Kleegras und Reststoffe wie Gülle und Mist von großer Bedeutung, da sie den einzigen Dünger der ökologischen Landwirtschaft darstellen.
Der Ökolandbau bietet auch Anregungen für konventionell arbeitende Betriebe, was etwa den Anbau von Zwischenfrüchten und Untersaaten oder den gleichzeitigen Anbau mehrerer Pflanzen betrifft; so können auch konventionelle Betriebe für ihren Energiepflanzenanbau von den Erfahrungen der Ökobetriebe profitieren. Durch verschiedene Vorbehandlungsmethoden wird zudem versucht, den größt-möglichen Biogas- bzw. Methanertrag aus dem Substrat zu erzielen.

## Potenziale
Im Jahr 2014 entsprach die Biogasproduktion in Deutschland etwa 20 % der damaligen Erdgasimporte aus Russland. Mit dem verbleibenden Potenzial können etwa weitere 10 % ersetzt werden, unter Berücksichtigung technischer und demografischer Entwicklungen bis zu insgesamt 55 %. In der EU entsprach die Biogasproduktion etwa 6 % dieser Erdgasimporte aus Russland. Mit dem verbleibenden Potenzial können etwa weitere 26 % ersetzt werden, unter Berücksichtigung technischer und demografischer Entwicklungen bis zu insgesamt etwa 125 %.

## Einspeisung in das Erdgasnetz
Nach einer umfassenden Biogasaufbereitung kann eine Einspeisung in das Erdgasnetz erfolgen. Neben dem Entfernen von Wasser, Schwefelwasserstoff (H2S) und Kohlendioxid (CO2) muss auch eine Anpassung an den Heizwert des Erdgases im jeweiligen Gasnetz (Konditionierung) stattfinden. Wegen des hohen technischen Aufwands lohnt sich die Aufbereitung und Einspeisung derzeit nur für überdurchschnittlich große Biogasanlagen. Erste Projekte dazu starteten 2007. Neuentwicklungen wie etwa die Hohlfasermembran der Evonik Industries aus Essen ermöglichen eine Reinigung von Biogas bis zu einem Reinheitsgrad von bis zu 99 Prozent und bringen es damit auf Erdgasqualität.
Um Erdgasqualität zu erreichen, sind folgende Aufbereitungsschritte notwendig:
Entschwefelung: Die Entschwefelung ist notwendig, um Korrosion zu vermeiden. Schwefel findet sich als Schwefelwasserstoff (H2S) im Biogas, bei dessen Verbrennung entstünden bei Anwesenheit von Wasserdampf aggressive Säuren, nämlich Schweflige Säure (H2SO3) und Schwefelsäure (H2SO4). Meist ist der Schwefelwasserstoffanteil gering, kann aber bei proteinreichem Substrat (Getreide, Leguminosen, Schlachtabfälle und dergleichen) stark ansteigen. Es gibt verschiedene Möglichkeiten zur Entschwefelung, unter anderem sind biologische, chemische und adsorptive Verfahren möglich. Gegebenenfalls sind mehrere Stufen nötig wie Grob- beziehungsweise Feinentschwefelung.
Trocknung: Da Biogas wasserdampfgesättigt ist, würden bei Abkühlung unbehandelten Biogases erhebliche Kondensatmengen anfallen, welche zu Korrosion in Motoren führen können. Darüber hinaus soll die Bildung von Wassertaschen vermieden werden. Deshalb muss das Gas getrocknet werden. Dies erfolgt durch eine Abkühlung des Gases auf Temperaturen unterhalb des Taupunktes in einem Wärmetauscher, das kondensierte Wasser kann entfernt werden und das abgekühlte Gas wird durch einen zweiten Wärmetauscher geleitet und wieder auf Betriebstemperatur erwärmt. Gleichzeitig mit der Trocknung wird das gut wasserlösliche Ammoniak entfernt.
CO2-Abtrennung: Kohlenstoffdioxid (CO2) ist nicht oxidierbar und trägt daher nicht zum Heizwert des Biogases bei. Zur Erreichung von Erdgasqualität muss der Heizwert des Biogases dem des Erdgases angepasst werden. Da Methan die energieliefernde Komponente des Biogases ist, muss dessen Anteil durch Entfernung von CO2 erhöht werden. Die derzeit gängigen Verfahren der Methananreicherung durch CO2-Abtrennung sind Gaswäschen und die Druckwechsel-Adsorption (Adsorptionsverfahren an Aktivkohle). Daneben sind weitere Verfahren wie die kryogene Gastrennung (mittels tiefer Temperaturen) oder die Gastrennung durch Membranen in der Entwicklung.
Konditionierung: Bei der Konditionierung wird das Biogas bezüglich Trockenheit, Druck und Heizwert den Erfordernissen angepasst. Je nach Herkunft hat Erdgas unterschiedliche Heizwerte, daher muss der obere Heizwert des aufbereiteten Biogases an das jeweilige Netz angepasst werden.
Verdichtung: Zur Einspeisung in das Erdgasnetz sind, abhängig von der jeweiligen Netzart, meistens niedrige bis mittlere Drücke bis etwa 20 bar notwendig. Seltener erfolgt eine direkte Einspeisung ins Ferngasnetz mit bis über 80 bar. Wenn das Biogas nach der Aufbereitung einen geringeren Druck als das Netz aufweist, muss es mit Hilfe eines Kompressors verdichtet werden.
Weitere Reinigungs- und Aufbereitungsschritte: In Deponie- und Klärgasen können Siloxane sowie halogenierte und cyclische Kohlenwasserstoffe enthalten sein. Siloxane verursachen stark erhöhten Motorenverschleiß. Halogen-Kohlenwasserstoffe führen zu Emissionen toxischer Verbindungen. Siloxane und Kohlenwasserstoffe können mittels Gaswäsche, Gastrocknung oder Adsorption an Aktivkohle aus dem Biogas entfernt werden.

## Nutzung
Biogas eignet sich neben der Eigennutzung in der Landwirtschaft auch als Beitrag zu einem Energiemix aus erneuerbaren Energien. Dies, weil es zum einen grundlastfähig ist, das heißt, dass das Biogas im Gegensatz zu anderen erneuerbaren Energieträgern wie Wind oder Sonne kontinuierlich verfügbar ist, zum anderen lassen sich Biomasse und Biogas speichern, wodurch zum Energieangebot in Spitzenzeiten beigetragen werden kann. Deswegen bietet sich dieser Bioenergieträger zum Ausgleich kurzfristiger Schwankungen im Stromangebot der Wind- und Sonnenenergie an. Bisher werden die meisten Biogasanlagen kontinuierlich, quasi als Grundlastkraftwerk, betrieben. Zur Nutzung der enthaltenen Energie stehen die folgenden Möglichkeiten zur Wahl: Kraft-Wärme-Kopplung (KWK) vor Ort: Biogas wird in einem Blockheizkraftwerk (BHKW) für die Strom- und Wärmeerzeugung genutzt (KWK); der Strom wird vollständig ins Netz eingespeist, die ca. 60 Prozent ausmachende Abwärme kann vor Ort genutzt werden. Alternativ kann das Biogas nach entsprechender Aufbereitung ins Versorgungsnetz eingespeist werden.

### Blockheizkraftwerke
In Deutschland ist die Verbrennung von Biogas in Blockheizkraftwerken (BHKW) am häufigsten, um zusätzlich zur Wärme auch Elektrizität zur Einspeisung in das Stromnetz zu produzieren.
Da der größte Teil der Biogaserträge durch den Stromverkauf erzielt wird, befindet sich beim Wärmeabnehmer ein BHKW, welches als Hauptprodukt Strom zur Netzeinspeisung produziert und Wärme im Idealfall in ein Nah- oder Fernwärmenetz einspeist. Ein Beispiel für ein Nahwärmenetz ist das Bioenergiedorf Jühnde. Bisher wird allerdings bei den meisten landwirtschaftlichen Biogasanlagen mangels Wärmebedarf vor Ort nur ein geringer Teil der Wärme genutzt, beispielsweise zur Beheizung des Fermenters sowie von Wohn- und Wirtschaftsgebäuden.

### Biogasnetz
Eine Alternative ist der Transport von Biogas in Biogasleitungen über Mikrogasnetze. Die Strom- und Wärmeproduktion kann dadurch bei Wärmeverbrauchern stattfinden.

### Weitere Nutzungsarten
Hauptartikel: Biomethan
Biogas kann als nahezu CO2-neutraler Treibstoff in Kraftfahrzeugmotoren genutzt werden. Da eine Aufbereitung auf Erdgasqualität notwendig ist, muss der CO2-Anteil weitestgehend entfernt werden. CO2 lässt sich nach der Abtrennung kommerziell verwerten, beispielsweise in der Getränkeindustrie. Sogenanntes Biomethan oder Bioerdgas muss auf 200 bis 300 bar verdichtet werden, um in umgerüsteten Kraftfahrzeugen genutzt werden zu können.
In der Schweiz fahren Lastwagen der Walter Schmid AG und der dazugehörigen Firma Kompogas seit dem Jahr 1995 mit Biogas, der erste Lastwagen erreichte im Sommer 2010 seinen millionsten Kilometer. Ab 2001 fuhr auch die Migros Zürich mit Kompogas und seit 2002 auch McDonald’s Schweiz.
Bisher wird Biogas jedoch selten auf diesem Weg verwertet. 2006 wurde die erste deutsche Biogastankstelle in Jameln (Wendland) eröffnet.
Wegen der hohen elektrischen Wirkungsgrade könnte in Zukunft zudem die Verwertung von Biogas in Brennstoffzellen interessant sein. Der hohe Preis für die Brennstoffzellen, die aufwändige Gasaufbereitung und die in Praxisversuchen bisher noch geringe Standzeit verhindern bisher eine breitere Anwendung dieser Technik.

## Biogas weltweit
Während Biogas erst in den letzten 10 Jahren in das Bewusstsein der europäischen Bevölkerung gerückt ist, wurde in Indien bereits Ende des 19. Jahrhunderts Biogas zur Energieversorgung eingesetzt. Die ökonomische Verbreitung der Biogasnutzung hängt vor allem von der Weltenergiepolitik (z. B. während der Erdölschwemme von 1955 bis 1972 und der Ölkrise von 1972 bis 1973) und den jeweiligen nationalen Gesetzgebungen (zum Beispiel dem Erneuerbare-Energien-Gesetz in Deutschland) ab. Unabhängig davon wurden kleine Biogasanlagen in Ländern wie Indien, Südkorea und Malaysia zur privaten Energieversorgung gebaut, wobei mit über 40 Millionen Haushaltsanlagen die meisten in China stehen.

### Deutschland

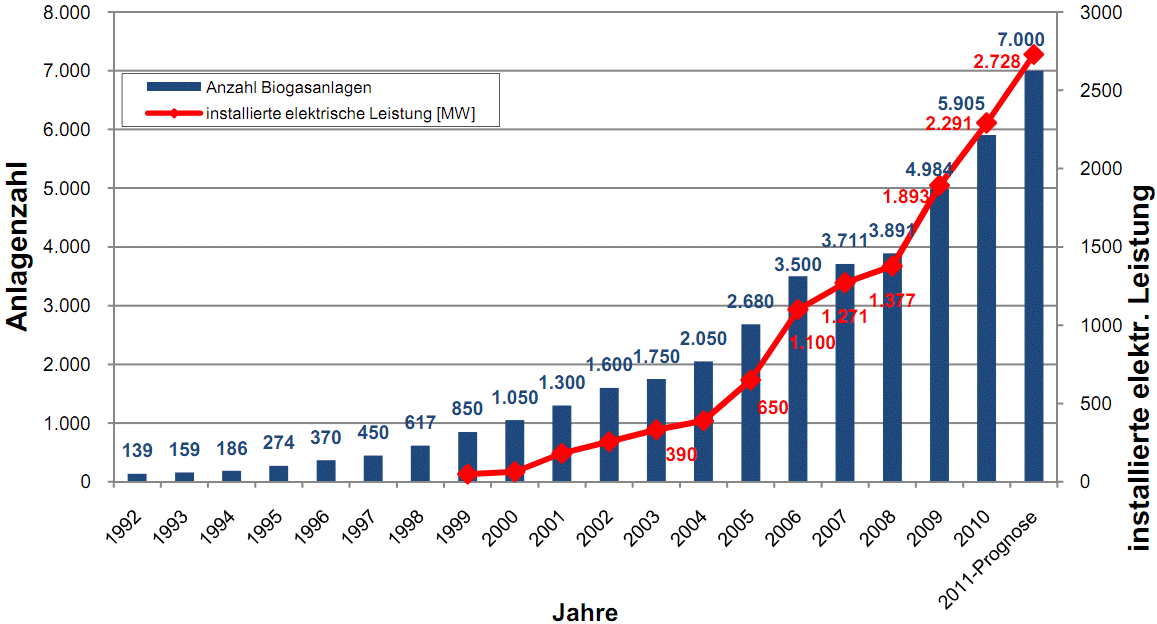
Entwicklung und Leistung der Biogasanlagen in Deutschland (Stand: 11/2010), Quelle: Fachverband Biogas e. V.

Von 1999 bis 2010 wuchs die Zahl der Biogasanlagen von etwa 700 auf 5905, die insgesamt rund 11 % des Stroms aus erneuerbaren Energien produzieren. Ende 2011 waren in Deutschland rund 7.200 Biogasanlagen mit einer installierten elektrischen Anlagenleistung von ca. 2.850 MW in Betrieb. Damit ersetzen Deutschlands Biogasbauern mehr als zwei Atomkraftwerke und versorgen über fünf Millionen Haushalte mit Strom. Aufgrund unsicherer politischer Rahmenbedingungen hat sich der Zubau seit 2012 stark verringert, um nur noch 200 MW in 2013.
Im Jahr 2013 waren in Deutschland insgesamt 7.720 Biogasanlagen mit einer elektrischen Gesamtleistung von etwa 3.550 Megawatt installiert, die 27 Mio. Megawattstunden elektrischer Energie oder 4,3 % des deutschen Bedarfs oder eine Energiedichte von 2mw/m³ produzierten. Zusätzlich zur elektrischen Energie wurden weitere 13,5 Mio. MWh Wärmeenergie erzeugt, was einem Anteil von 0,9 % des deutschen Jahresbedarfs entspricht. Zur Versorgung dieser Biogasanlagen, von denen sich etwa 75 % im Besitz bäuerlicher Unternehmen befinden, wurden 1,268 Mio. Hektar Anbaufläche verwendet, was etwa 10,6 % der als Ackerland genutzten Flächen in Deutschland entsprach.
Es wird angenommen, dass die Erzeugung von Bioerdgas bis 2030 auf jährlich 10,3 Milliarden m³ Biomethan ausgebaut werden kann. Das entspräche einer Vervierfachung der Kapazitäten des Jahres 2007. Das Erneuerbare-Energien-Gesetz (EEG) sichert eine gegenüber konventionellem Strom erhöhte und auf 20 Jahre garantierte Einspeisevergütung. Für die Nutzung der Wärme erhält der Anlagenbetreiber zusätzlich einen ebenfalls im EEG festgelegten Bonus für die Kraft-Wärme-Kopplung (KWK-Bonus). Die Wärmenutzung wird durch hohe Energiepreise und finanzielle Anreize und das seit Januar 2009 gültige Erneuerbare-Energien-Wärmegesetz gefördert.
Seit 2007 bieten in Deutschland Gaslieferanten zunehmend eine bundesweite Belieferung von reinem Biogas oder Beimischungen zu fossilem Erdgas für Endkunden an. Bundesweit können sich Gaskunden für mindestens einen, aber teilweise bis zu zehn Gastarifen mit einer Biogasbeimischung entscheiden.
Besondere Bedeutung für den Strommarkt kommt flexibilisierten Biogasanlagen zu, die perspektivisch ein verfügbares Ausgleichspotenzial von insgesamt rund 16.000 MW anbieten können. Innerhalb weniger Minuten könnte diese Kapazität bei Überangebot im Netz gedrosselt oder bei steigender Nachfrage hochgefahren werden. Zum Vergleich: Die Kapazität der deutschen Braunkohlekraftwerke wird von der Bundesnetzagentur auf rund 18.000 MW beziffert. Diese fossilen Großkraftwerke könnten wegen ihrer technisch bedingten Trägheit jedoch nur wenige Tausend Megawatt für den kurzfristigen Ausgleich von Solar- und Windstrom zur Verfügung stellen.
Häufig wird von einer „Vermaisung“ der Landschaft gesprochen. Tatsächlich stieg der Anteil der Maisanbauflächen von 9,3 % im Jahr 1993 auf 14,9 % (2013). Dies ist jedoch auch vor dem Hintergrund der Gemeinsamen Agrarpolitik der EU zu sehen. Im Rahmen der festgelegten Flächenstilllegung, mussten landwirtschaftliche Betriebe bis zu 15 % der Betriebsflächen stilllegen, um eine landwirtschaftliche Überproduktion zu limitieren. 2000 wurden die Stilllegungen auf 10 %, 2005 auf 5 % reduziert und 2009 abgeschafft. Bereits Anfang der neunziger Jahre durften auf den Stilllegungsflächen allerdings nachwachsende Rohstoffe angebaut werden. Mit einer Zunahme von circa 5 % hat der Maisanbau für die Verwertung in Biogasanlagen kaum Auswirkungen auf den Kulturartenanbau in Deutschland. Hinsichtlich der Flächenverteilung bewegt sich der Anbau auf moderatem Niveau.
Im Zuge des Osterpakets 2022 des BMWKs, welches Änderungen am EEG beinhaltet, sollen die Ausschreibungsmengen von Biomasse ab 2023 zu Gunsten von Biomethan reduziert werden. Um dies zu erreichen, sollen 2023 600 MW, 2024 500 MW, 2025 400 MW und 2026 bis 2028 je 300 MW für Biogas ausgeschrieben werden. Der Maximalwert der Vergütung in den Ausschreibungen soll dabei um 0,5 ct/kWh erhöht werden. Außerdem soll Biomethan nur noch in hochflexiblen Kraftwerken zum Einsatz kommen dürfen. Auch der Substrateinsatz soll angepasst werden. So sollen zum Beispiel der Maisdeckel reduziert und Güllekleinanlagen bis zu einer Leistung von 150 kW, statt 100 kW wie zuvor, vergütet werden. Letzteres wurde von dem Deutschen Bauernverband als positiv gewertet, während dieser ansonsten den Mangel an Perspektive in der Überarbeitung des EEGs für die Aufrechterhaltung des Anlagenbestandes kritisierte.

### Schweiz

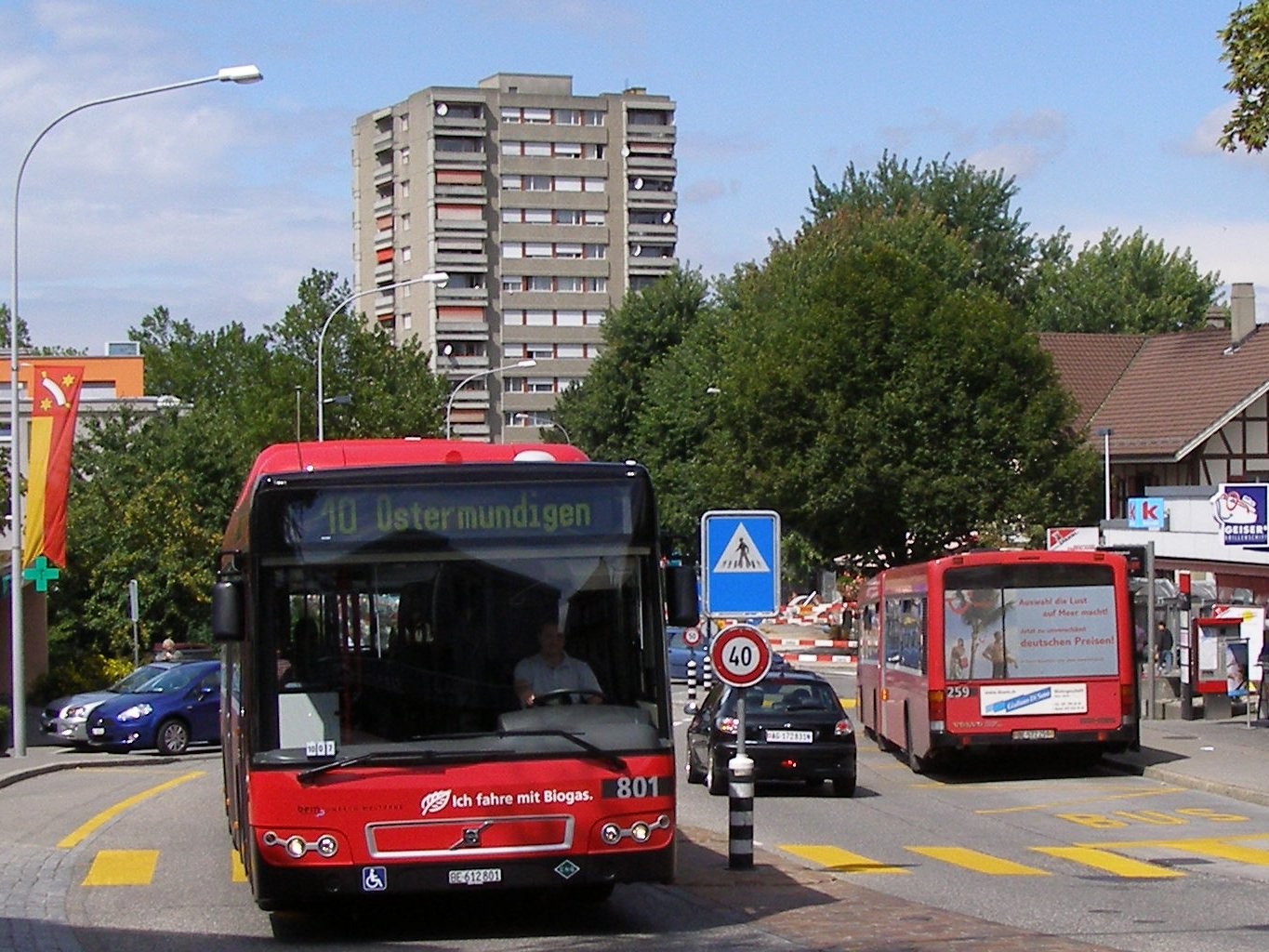
Ein mit Biogas betriebener Bus von Bernmobil

In der Schweiz wird reines Biogas oft als Kompogas bezeichnet. An vielen Schweizer Gastankstellen wird unter der Bezeichnung „Naturgas“ ein Gemisch von Kompogas und Erdgas verkauft. 2010 gab es in der Schweiz 119 Erdgastankstellen, an denen Naturgas mit einem Biogas-Anteil von mindestens 10 % angeboten wurde. Diese befanden sich überwiegend im Westen und Norden des Landes, also im dicht besiedelten Mittelland.
Seit dem 1. Januar 2009 gilt in der Schweiz die kostendeckende Einspeisevergütung (KEV); damit verbunden ist ein erhöhter Einspeisetarif (Einspeisevergütung für aus Biogas erzeugten Strom) für erneuerbare Energien, welcher auch Biogas einschließt. Die Vergütung besteht aus einem festen Abnahmepreis und einem zusätzlichen sogenannten Landwirtschaftsbonus, der gewährt wird, wenn mindestens 80 % der Substrate aus Hofdünger bestehen. Das schweizerische Fördermodell soll so die nachhaltige Entwicklung im Energiesektor forcieren, da sie insbesondere die güllebasierten und damit nachhaltigsten Biogasanlagen fördert.
Das schweizerische Förderinstrument für erneuerbare Energien (KEV) trägt bei der Biomasseverwertung dem Umstand Rechnung, dass keine Flächen für den Anbau von nachwachsenden Rohstoffen vorhanden sind. Bisher hat das Gesetz im Bereich der Nutzung von Gülle keinen substantiellen Zuwachs an landwirtschaftlichen Biogasanlagen bewirkt. Die geringe Attraktivität von Grüngut als Co-Substrat für landwirtschaftliche Anlagen und das somit energetisch ungenutzte Potenzial hat Biogasfirmen dazu bewogen neue Anlagenmodelle zu entwerfen. Kombiniert mit Festmist, Speiseresten oder Bioabfällen aus Gemeinden, bieten sich neue Möglichkeiten, ohne die Rohstoffe über große Entfernungen zu zentralen Anlagen zu transportieren. Die gleichzeitige Möglichkeit zur Gülleveredelung stellt ein neuartiges Konzept zur Gewinnung erneuerbarer Energie dar.
Pionier für das Schweizer Kompogas war der an Energieeffizienz interessierte Bauunternehmer Walter Schmid. Auf dem heimischen Balkon stellte er nach dem Studium von Fachliteratur die ersten Versuche an und war Ende der 80er-Jahre überzeugt, das Gas aus organischen Abfällen nutzen zu können. Er nahm mit Unterstützung von Bund und Kanton im Jahr 1991 in Rümlang bei Zürich die erste Versuchsanlage in Betrieb, die 1992 als erste Kompogas-Anlage in den ordentlichen Betrieb ging. Das Unternehmen Kompogas erstellte weltweit weitere Anlagen und Schmid wurde 2003 mit dem Solarpreis ausgezeichnet. Im Jahr 2011 wurde die Kompogas-Gruppe vollständig von der axpo neue energien genannten Abteilung des Axpo-Konzerns als Axpo Kompogas AG übernommen.
Die grösste Schweizer Stadt Zürich vergärt den Bioabfall seit 2013 in eigenen Vergärungsanlagen der Biogas Zürich AG. Seit 2023 besteht dort eine Biotonnen-Pflicht für Immobilien, dank welcher bis 2026 flächendeckend Bioabfall gesammelt wird. Im Raum Basel hatte die Anlage von Pratteln schon 2006 den Betrieb aufgenommen, in Bern besteht die Möglichkeit seit 2015.
Mit Stand 2022 lag der Biogasanteil am gesamten Gasverbrauch der Schweiz bei sechs Prozent. Insgesamt gab es 37 Anlagen die Biogas produzierten, der Rest des Bedarfs wird importiert. Verglichen mit dem Potenzial wurde laut einer Aussage im Jahr 2023 vermutlich nur etwa 10 Prozent des Möglichen produziert. Die Versorgung mit Erdgas wird in diversen Schweizer Städten eingestellt; das Basler Gasnetz wird 2037 zurückgebaut sein, Zürich und Winterthur folgen bis 2040.

### Frankreich
Frankreich stellt einen potenziell großen Biogasmarkt dar, der auch von deutschen Anlagenerzeugern bearbeitet wird. Das Land zeichnet sich aus durch eine produktive Landwirtschaft mit verschiedenen ergiebigen Substraten sowie durch ein stabiles Fördersystem für die Strom- und Wärmeerzeugung aus Biogas und für die Biomethaneinspeisung. Im Sommer 2013 gab es ca. 90 landwirtschaftliche Biogasanlagen. Der im April 2013 angekündigte Ausbauplan für landwirtschaftliche Anlagen („Plan EMAA“) mit einem Zielwert von 1.000 Anlagen bis 2020 signalisiert eine beschleunigte Marktentwicklung.

### Schweden
In Schweden war die Stromerzeugung aus Biogas bei niedrigeren Strompreisen von ca. 10 Euro-Cent/kWh noch unrentabel. Der größte Teil des Biogases (53 %) wird zur Wärmegewinnung genutzt. Im Gegensatz zu anderen europäischen Staaten, wie beispielsweise Deutschland, ist in Schweden die Aufbereitung auf Erdgasqualität (Biomethan) und Nutzung als Treibstoff in Gasfahrzeugen mit 26 % eine weit verbreitete Variante.